# Bloomers

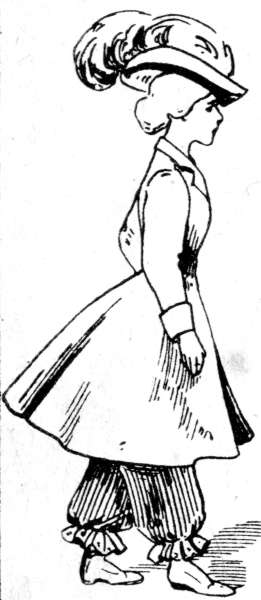
En variant av bloomers.

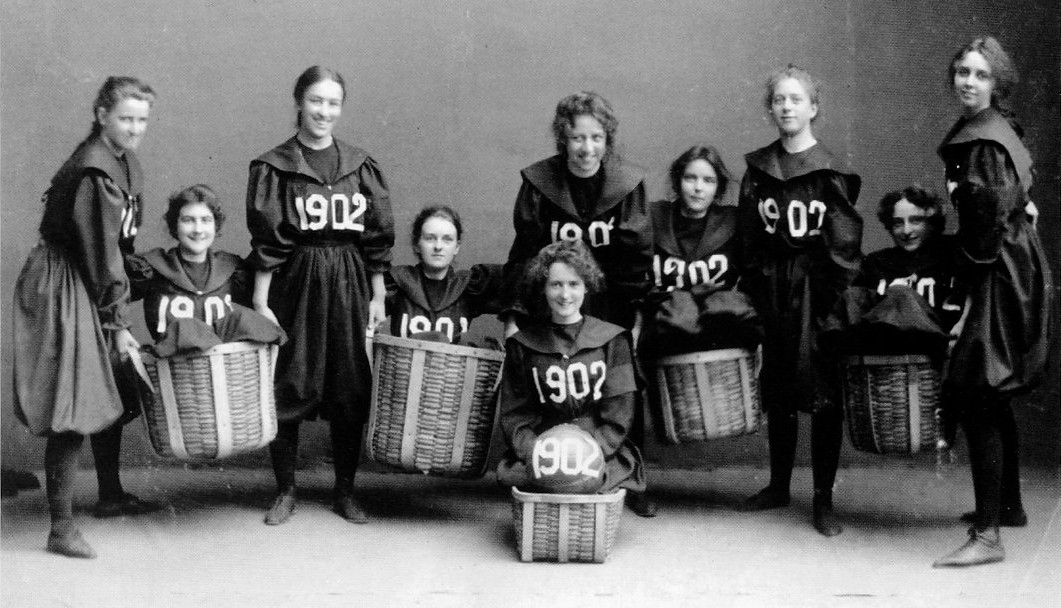
Smith Collegelag i basket, 1902 iförda en mer sentida sportvariant av bloomers.

Bloomers är både ett klädesplagg och ett mode för kvinnor från mitten av 1800-talet. Klädesplagget  påminner om ett par haremsbyxor, det vill säga ett par vida byxor som ibland snördes ihop vid vristerna. De bars initialt tillsammans med kjolar som slutade strax nedanför knäna. Plagget och stilen introducerades i USA, som ett rationellt och hälsosamt val för kvinnor av dräktreformrörelsen i protest mot dåtidens mode med korsetter, snörliv och långa, tunga kjolar som var både ohälsosamt och hindrade kvinnans rörelsefrihet.

## Historik
Idén till dressen skapades av Elizabeth Smith Miller (Libby Miller), men den som gjorde klädnaden känd var Amelia Jenks Bloomer, som drev en kampanj för den "rationella dressen" i sin tidning The Lily. Amelia Bloomer publicerade bland annat en bild av sig själv iförd den rationella dressen och i folkmun fick den därför snabbt namnet "Bloomerdress" eller "bloomers". 
Flera av dåtidens feminister som kämpade för kvinnlig rösträtt i USA började använda bloomers. Men de som bar dressen offentligt hånades och förlöjligades, både direkt och i tidningarna varför klädreformen kom av sig redan efter några år. I slutet av 1800-talet återkom dock modet i något förändrad form, framför allt inom sportsammanhang och inte minst tack vare de kvinnor som ville utnyttja velocipeden, sekelskiftets stora kommunikativa uppfinning. 
Stora bylsiga underbyxor för kvinnor snörda, eller med resår precis över, eller under knät har ibland också kallats för "bloomers", och idag förekommer det även att kortare varianter av dessa trosor kallas för bloomers.